# Крене
Крене (фр. Cresnays) насеље је и општина у северној Француској у региону Доња Нормандија, у департману Манш која припада префектури Авранш.
По подацима из 2011. године у општини је живело 253 становника, а густина насељености је износила 25,87 становника/km². Општина се простире на површини од 9,78 km². Налази се на средњој надморској висини од 125 метара (максималној 131 m, а минималној 32 m).

## Демографија
| 1962. | 1968. | 1975. | 1982. | 1990. | 1999. | 2011. |
| ----- | ----- | ----- | ----- | ----- | ----- | ----- |
| 378   | 425   | 374   | 308   | 287   | 271   | 253   |

График промене броја становника у току последњих година